# UTF-7
UTF-7 (UCS ou Unicode transformation format 7 bits) est un codage de caractères informatiques à longueur variable conçu pour coder l’ensemble des caractères internationaux d’Unicode dans le courrier électronique de manière plus efficace que l’UTF-8 à l’aide de quoted-printable. UTF-7 n’est pas une norme Unicode, le standard Unicode ne mentionne que UTF-8, UTF-16 et UTF-32.
UTF-7 est proposé pour la première fois comme protocole expérimental dans le RFC 1642, A Mail-Safe Transformation Format of Unicode (Un format de transformation d’Unicode sûr pour le courrier). Cet RFC est rendu obsolète par le RFC 2152, un RFC informel qui n’est jamais devenu une norme et qui spécifie clairement qu’il n’est pas une norme Internet. Malgré cela, le RFC 2152 est cité comme définition de l’UTF-7 dans la liste des codages de caractères de l’IANA. RFC 2060 définit une version modifiée parfois identifiée comme UTF-7, mUTF-7, et l’utilise dans le protocole IMAP.